# Stanoviště (Brno-vidéki járás)
Stanoviště település Csehországban, a Brno-vidéki járásban. Stanoviště Velká Bíteš, Újezd u Rosic, Zbraslav, Zálesná Zhoř és Krokočín településekkel határos. Lakosainak száma 420 fő (2024. január 1.).

## Népesség
A település lakosságának változását az alábbi diagram mutatja:
| Lakosok száma | 352  | 390  | 438  | 372  | 345  | 329  | 392  | 393  | 400  | 420  |
|               | 1869 | 1890 | 1921 | 1950 | 1980 | 2001 | 2017 | 2019 | 2022 | 2024 |